# Palpimanus maroccanus
Espèce
Palpimanus maroccanus est une espèce d'araignées aranéomorphes de la famille des Palpimanidae.

## Distribution
Cette espèce se rencontre au Maroc et en Algérie.

## Étymologie
Son nom d'espèce lui a été donné en référence au lieu de sa découverte, le Maroc.

## Publication originale
- Kulczyński, 1909 : Fragmenta Arachnologica. XIV, XV. Bulletin International de l'Académie des Sciences de Cracovie, vol. 1909, p. 667-687.